# کیت گریفیتس (بازیکن فوتبال)
کیت گریفیتس (انگلیسی: Keith Griffiths; ۳۰ دسامبر ۱۹۲۷ – اوت ۲۰۱۵ (۸۷ ساله)) بازیکن فوتبال اهل بریتانیا بود.